# 吡非尼酮
吡非尼酮（商品名有 Pirespa 等）是一种含氮有机化合物，分子式C
12H
11NO，用于治疗特发性肺纤维化，其作用机制是通过下调生长因子以及I型和II型前胶原的表达来减轻肺纤维化。